# Weipa Airport
Weipa Airport är en flygplats i Australien. Den ligger i regionen Weipa och delstaten Queensland, omkring 2 000 kilometer nordväst om delstatshuvudstaden Brisbane.
Trakten runt Weipa Airport är nära nog obefolkad, med mindre än två invånare per kvadratkilometer.. Närmaste större samhälle är Weipa, nära Weipa Airport. 
Savannklimat råder i trakten. Genomsnittlig årsnederbörd är 2 106 millimeter. Den regnigaste månaden är januari, med i genomsnitt 658 mm nederbörd, och den torraste är september, med 1 mm nederbörd.